# Arthur James Seymour
Arthur James Seymour (A. J. Seymour, geb. 12. Januar 1914, Georgetown, Britisch-Guayana; gest. 25. Dezember 1989) war ein guyanischer Dichter, Essayist, Memoirenschreiber und Gründungsherausgeber der Literaturzeitschrift Kyk-Over-Al.

## Leben
Arthur James Seymour wurde am 12. Januar 1914 in Georgetown, Britisch-Guayana, geboren. Seine Eltern waren James Tudor Seymour, ein Landvermesser, und Philippine, née Dey. Er besuchte die Collegiate School und die Guyanese Academy bevor er 1928 mit einem Stipendium an das Queen’s College gehen konnte, damals die prestigeträchtigste Knabenschule in Britisch-Guayana.
Er heiratete am 31. Juli 1937 Elma Editha Bryce, eine Lehrerin. Mit ihr hatte er drei Töchter und drei Söhne.

### Beamtenschaft und public man
1933 trat er als unbezahlter Freiwilliger in den Staatsdienst von Britisch-Guayana ein und arbeitete in der Post- und der Einkommensteuerbehörde, bevor er ins Amt für Öffentlichkeitsarbeit und Information wechselte. 1954 hatte sich Seymour bis zum Leiter des Regierungsinformationsdienstes hochgearbeitet. Es waren schwierige Zeiten für Guyana; die Regierung der People’s Progressive Party (PPP) unter Cheddi Jagan, die 1953 gewählt worden war, war von den Kolonialbehörden nach nur viereinhalb Monaten aus dem Amt entfernt worden, was eine Phase ziviler und politischer Unruhen auslöste, die über zehn Jahre andauern sollte.
1962 verließ Seymour den Staatsdienst und nahm die Stelle des Informations- und Kulturbeauftragten der Karibischen Organisation mit Sitz in Puerto Rico an. 1965, ein Jahr vor der Unabhängigkeit, kehrte er nach Guyana zurück und arbeitete bis 1971 bei der Demerara Bauxite Company (Demba) mit Sitz in Mackenzie (die Stadt wurde später in Linden umbenannt); zunächst als Beauftragter für Öffentlichkeitsarbeit, später als Beauftragter für Öffentlichkeitsarbeit. 1972 war er Literaturkoordinator für das erste Karibische Kunstfestival (Carifesta), welches in Guyana stattfand; 1973 kehrte er in den Staatsdienst zurück und wurde stellvertretender Vorsitzender des Kulturministeriums und Leiter für Kreatives Schreiben. 1979 ging er in den Ruhestand.
Im Laufe seiner fast fünfzigjährigen Karriere hatte Seymour leitende Positionen in einer Reihe von Kulturinstitutionen inne; unter anderem war er ehrenamtlicher Sekretär der British Guiana Union of Cultural Clubs (1943–1950), stellvertretender Vorsitzender des Guyana National Trust (1974–1975), Präsident des British Guiana Music Festival Committee und Präsident des British Guiana Centre des International PEN Clubs.

### Herausgeber und Verleger
1945 gründete Seymour das Literaturmagazin Kyk-Over-Al (Kykoveral), eine Zeitschrift, die nach einem frühen niederländischen Fort am Essequibo. Im Verlauf von 16 Jahren bis 1961 veröffentlichte er in Pionierarbeit 28 Ausgaben dieser Zeitschrift und gab einigen bedeutenden Autoren die Möglichkeit ihre Erstlingswerke zu präsentieren, allen voran Wilson Harris und Martin Carter. In dieser Periode veröffentlichte er ebenfalls An Anthology of Guianese Poetry (1954); The Kyk-Over-Al Anthology of West Indian Poetry (1952; revised ed. 1958); und die Miniature Poets Series (1951–1953) aus Kleinschriften mit Arbeiten von Carter, Harris, Ivan Van Sertima, Harold Telemaque (Trinidad), Frank Collymore (Barbados) und Philip Sherlock (Jamaika).
Spätere Anthologien waren My Lovely Native Land: An Anthology of Guyana (Longman 1971, mit Elma Seymour), New Writing in the Caribbean (Georgetown: National History and Arts Council, Caribbean Festival of Arts in Guyana 1972) und A Treasury of Guyanese Poetry (1980). Ab 1976 verfasste Seymour auch eine fünfbändige Autobiographie.
1984 belebte Seymour das Magazin Kyk-Over-Al erneut mit Hilfe des Dichters und Schriftstellers Ian McDonald.

### Dichter
1936 begann Seymour mit dem Verfassen von Gedichten. Bereits 1937 hatte er seine erste Sammlung, Verse, vollendet; seine zweite Gedichtsammlung, More Poems, folgte 1940. Das Titelgedicht Over Guiana, Clouds (1944) war ein Meilenstein in der Entwicklung von Seymours poetischem Stil. Suns In My Blood (1945) enthielt mindestens drei Gedichte, die zu Klassikern geworden sind: „Sun Is a Shapely Fire“, „There Runs a Dream“ und „The Legend of Kaieteur“ (dieses letzte Gedicht wurde durch den guyanischen Komponisten Philip Pilgrim vertont).
In unregelmäßigen Abständen veröffentlichte Seymour die späteren Sammlungen Leaves from the Tree (1951), Selected Poems (1965), Patterns (1970), My Lovely Native Land (1971) und Selected Poems (1983). Ein Tribute Volume (Ehrenband) AJS at 70 (1984), von Ian McDonald, enthielt eine Auswahl von 15 Gedichten unter dem Titel „The Essential Seymour“, welche von Seymour selbst ausgewählt worden waren.
Seymour starb durch einen Schlaganfall am 25. Dezember 1989, wenige Wochen vor seinem 76. Geburtstag.
2000 wurden Seymours Collected Poems, 1937–1989 veröffentlicht, herausgegeben von Ian McDonald und Seymours Nichte, Jacqueline de Weever.

### Biograph
1984 veröffentlichte Seymour in Zusammenarbeit mit seiner Frau Elma den ersten Band des Dictionary of Guyanese Biography (DGB). Die Inspiration für dieses Projekt kam vor über dreißig Jahren, als Seymour 1949 John Archibald Venn in der President’s Lodge des Queens’ College in Cambridge besuchte. Venn hatte ihm Druckfahnen der Alumni Cantabrigienses gezeigt, an denen er damals arbeitete. Dies inspirierte Seymour zusammen mit Joel Benjamin und Terrence Fletcher dazu, die Schaffung einer Guyana National Encyclopedia vorzuschlagen. Sie konnten für dieses Projekt jedoch keine Unterstützung gewinnen. Trotzdem machten Arthur und Elma mit der Produktion des DGB weiter, und 1986 erschien ein zweiter Band.

## Vermächtnis
Obwohl einige von Seymours Gedichten in Guyana noch immer bekannt sind, sind seine Schriften außerhalb seines Heimatlandes in Vergessenheit geraten, vor allem im Vergleich zu denen seines Freundes und Kollegen Martin Carter. In der gesamten Karibik bleibt Seymour jedoch weiterhin für seine Arbeit als Herausgeber von Kyk-Over-Al in Erinnerung, in dieser Rolle fungierte er als eine Art Graue Eminenz (eminence grise) der westindischen Literatur. Unermüdlich ermutigte er Schriftstellerkollegen, veröffentlichte ihre Arbeiten, wo und wann er konnte, schrieb in seinen kritischen Essays über sie und machte sie auf Vortragsreisen bekannt, die ihn in späteren Jahren durch die Karibik und unter anderem in die Vereinigten Staaten, nach Brasilien und Deutschland führten.
Beim NGC Bocas Lit Fest 2014 wurde Seymour anlässlich seines hundertsten Geburtstags gewürdigt, mit Lesungen aus seinen Werken durch guyanische Schriftsteller und andere. Die National Library zeigte in Zusammenarbeit mit Francis Quamina Farrier und der Universität Guyana eine Ausstellung seiner Werke und es wurde eine Gedenkplakette am Gebäude in der 23 North Road, Bourda, seinem früheren Wohnsitz angebracht. Postum wurde er in die Hall of Fame for the Literary Arts im Emily Murray Reading Room der National Library aufgenommen.
Ein Literaturpreis wurde nach ihm benannt, der AJ Seymour Prize for Short Story. Er wird seit 2019 im Guyana Annual Magazine vergeben.

### Ehrungen
Verleihung des Wordsworth McAndrew Award 2002.

## Werke
- Verse. Georgetown: Guyana Chronicle 1937.
- More Poems. Georgetown: Guyana Chronicle 1940.
- Over Guiana, Clouds. Georgetown: Guyana Standard 1944.
- Suns in My Blood. Georgetown: Guyana Standard 1944.
- Poetry in These Sunny Lands. Georgetown: Caribia 1945.
- Six Songs. Georgetown: Caribia 1946.
- The Guiana Book. Georgetown: Argosy 1948.
- Leaves from the Trees. Georgetown: Miniature Poets, Series A 1951.
- Selected Poems. Georgetown: Author 1965.
- Monologue – Poems Georgetown: Author 1968.
- Patterns. 1970.
- Images of Majority. 1978.
- Selected Poems. 1983.
- Collected Poems 1937–1989. (mit einer Einführung von Ian McDonald, hg. v. Ian McDonald und J. de Weever), New York: Blue Parrot Press 2000.